# NGC 6888
NGC 6888 (nota anche come Nebulosa Crescente o con la sigla C 27) è una nebulosa diffusa visibile nella parte meridionale della costellazione del Cigno.

## Osservazione
Si individua 2,5 gradi a sud-ovest della stella γ Cygni, subito ad ovest di un ricchissimo campo stellare, in cui sono inclusi oggetti come M29 e IC 4996. La parte più intensa della nebulosa si trova nella parte occidentale, e forma un arco esteso più in declinazione che in ascensione retta; questa caratteristica ha fatto sì che la nebulosa fosse chiamata crescente, poiché presenta la "gobba" a ponente, come la Luna in fase crescente. Per individuarla occorre un telescopio, anche se di piccola apertura; un binocolo consente di intravederla appena in condizioni di cielo nitido.

## Caratteristiche

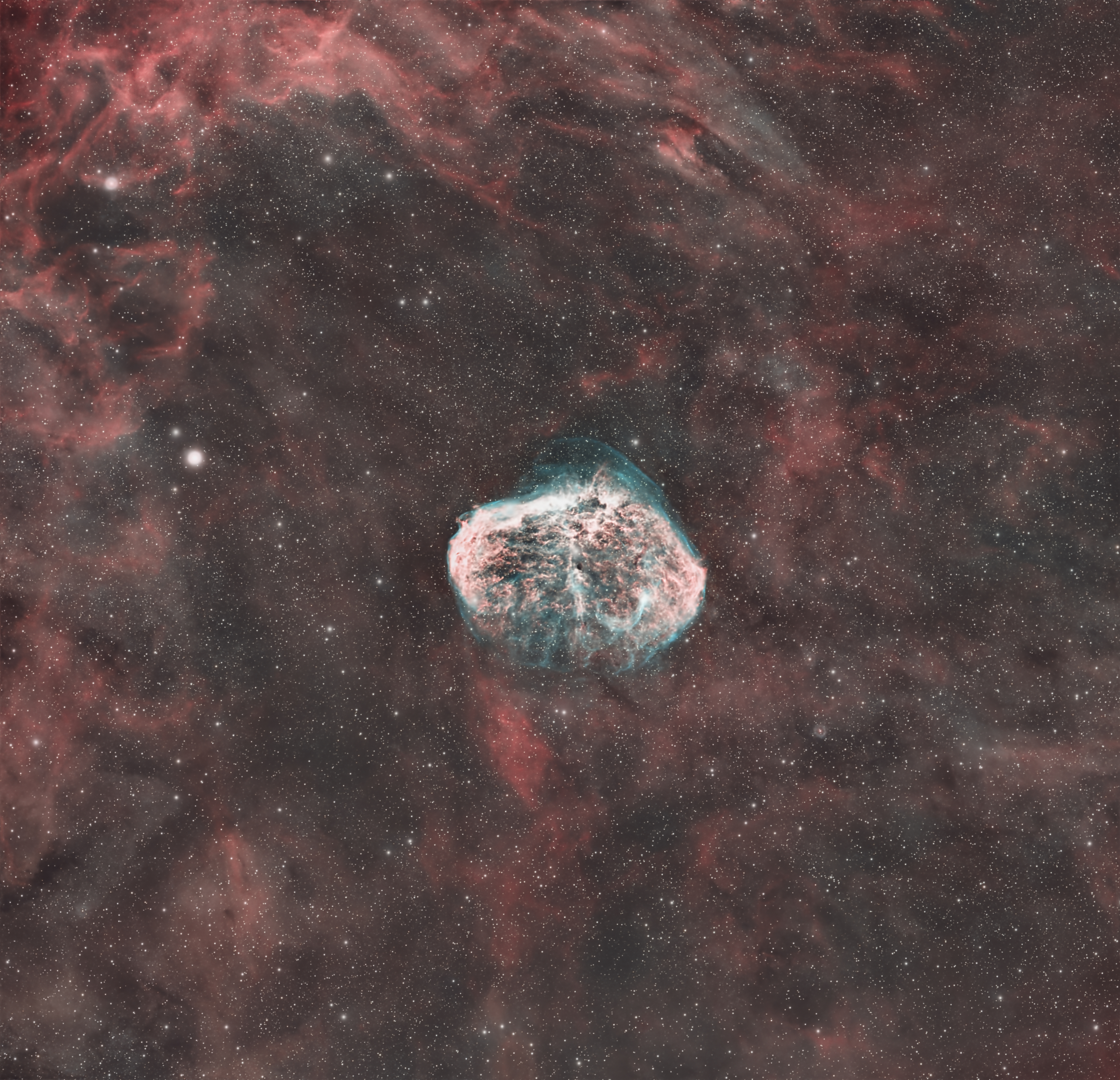
La nebulosa attraverso piccoli strumenti.

Si tratta di una tipica bolla di vento stellare generata da una massiccia stella di Wolf-Rayet (la HD 192163), che si trova al suo interno; questa stella sarebbe anche la responsabile della nebulosa, che costituirebbe il materiale degli strati più esterni della stella espulsi. Questo vento è andato a collidere col materiale espulso dalla stella durante il raggiungimento dello stadio di gigante rossa, fra 250.000 e 400.000 anni fa, energizzandolo. Il risultato è un guscio gassoso e la presenza di due onde d'urto, che hanno poi interagito col denso mezzo interstellare circostante.
In passato si è anche ritenuto che si fosse trattato di un resto di supernova, la cui stella progenitrice faceva parte del sistema di HD 192163. La nebulosa si estende nello spazio per una dimensione di circa 16 anni luce.

### Libri
- (EN) Stephen James O'Meara, Deep Sky Companions: The Caldwell Objects, Cambridge University Press, 2003, ISBN 0-521-55332-6.

### Carte celesti
- Tirion, Rappaport, Lovi, Uranometria 2000.0 - Volume II - The Southern Hemisphere to +6°, Richmond, Virginia, USA, Willmann-Bell, inc., 1987, ISBN 0-943396-15-8.
- Tirion, Sinnott, Sky Atlas 2000.0 - Second Edition, Cambridge, USA, Cambridge University Press, 1998, ISBN 0-933346-90-5.
- Tirion, The Cambridge Star Atlas 2000.0, 3ª ed., Cambridge, USA, Cambridge University Press, 2001, ISBN 0-521-80084-6.